# Comté d'Edgar
Le comté d'Edgar est un comté situé dans l'État de l'Illinois, aux États-Unis. En 2000, sa population est de 19 704 habitants. Son siège est Paris.